# Lægelatin
Medicinsk fagsprog – populært benævnt lægelatin – er en form for internationalt fagsprog, der bruges inden for lægevidenskaben.
Det består af klassisk latin og middelalderlatin blandet med oldgræske ord og suppleret med specialudtryk for begreber, der ikke var kendte i klassisk tid.
Eksempelvis består den lægelatinske betegnelse Morbus Scheuermann af to dele, ordet morbus, der på latin betyder sygdom og personnavnet Scheuermann efter opdageren. Efter klassisk latinsk grammatik skulle Scheuermann stå i genitiv, men det kan her betragtes som et indeklinabelt proprium, der så alligevel står i genitiv, jfr. udviklingen i nytestamentelig latin (den katolske kirke har anvendt den latinske oversættelse af den den  græske grundtekst). Slægtsforskere vil støde på mange latinske udtryk i fx dødsattester.
På lægelatin hedder arm (underarm) uden videre brachium, som det altid har gjort; så det der gør lægelatin til noget særligt er, at der skal nyopfindes navne til nye opdagelser. I nutidig lægelatin forekommer næsten kun nomener (dvs. substantiver og adjektiver) som fagudtryk; hvorimod man for århundreder siden førte hele journalbeskrivelsen på latin og ikke kun med latinske fremmedord indlejret i teksten. I ældre tid kunne man f.eks. skrive: Genu dextrum dolet. I vore dage ville man bare skrive: Han har ondt i højre knæ. Og gemme latinen til specielle fagudtryk. Efterhånden overtager engelsk latinens rolle ved nydannelser.

## Eksempler
- Alveole

## Eksterne kilder, links og henvisninger
- Apotekerlatin Arkiveret 10. marts 2013 hos  Wayback Machine